# Martin Hřídel
Martin Hřídel (* 22. Mai 1968  in Kladno) ist ein ehemaliger tschechischer Fußballspieler und jetziger Fußballtrainer.

## Spielerkarriere
Hřídel spielte in seiner Jugend für Sparta Doly Kladno, Poldi Kladno, erneut Sparta Doly Kladno, Kablo Kročehlavy und schließlich abermals für Poldi Kladno. Seinen Wehrdienst absolvierte der Mittelfeldspieler zwischen 1987 und 1988 bei VTJ Tachov.
Anschließend kehrte Hřídel zum damaligen Zweitligisten Poldi Kladno zurück. Im Sommer 1991 wechselte er nach Japan zu JEF United Ichihara. Nach einem Jahr kehrte er nach Kladno zurück. Im Sommer 1993 schloss sich Hřídel Slovan Liberec an. Für Slovan Liberec absolvierte er 75 Erstligaspiele, in denen er elf Tore schoss. 1996 wechselte Hřídel innerhalb der Liga zu Viktoria Pilsen. Für Pilsen machte er 40 Spiele, in denen er drei Mal traf. Danach spielte Hřídel noch zwei Jahre für Slovan Liberec und ein in der Saison 2001/02 für den Podještědský FC Český Dub. 

## Trainerkarriere
Seine Trainerlaufbahn begann Hřídel im Sommer 1998 als Assistent von Ladislav Škorpil beim FC Slovan Liberec. Diese Funktion hatte er bis Ende 2003 inne. Von 2002 bis 2004 trainierte Hřídel zusätzlich die B-Mannschaft von Slovan Liberec. In der Saison 2004/05 arbeitete Hřídel als Co-Trainer bei Slavia Prag. Anschließend war Hřídel im Herbst 2005 Assistent von Josef Csaplár bei Panionios Athen.
Von Januar 2007 bis Saisonende war Hřídel Assistent von Pavel Malura beim 1. FC Slovácko.
Im Herbst 2007 war er Co-Trainer beim FK Jablonec. Ende April 2008 übernahm er als Cheftrainer den Zweitligisten Sparta Krč, konnte die Mannschaft aber nicht vor dem Abstieg retten.
Von Juli 2008 bis April 2010 trainierte Hřídel den SK Kladno. Im Saisonfinale 2009/10 war er Trainer beim FC Zenit Čáslav und verhalf der Mannschaft zum Klassenerhalt. Zur Saison 2010/11 übernahm Hřídel das Traineramt beim 1. FK Příbram.